# Фаршированные кабачки
Фаршированные кабачки — блюдо турецкой, балканской, а также средиземноморской кухонь.

## Описание блюда
Из кабачков удаляют сердцевину, делают «лодочки» и начиняют мясо-рисовой смесью. Фаршированные кабачки могут заливаться подливкой из томатов и сметаны, а сверху посыпаются сыром. В Леванте это блюдо приправляют чесноком и мятой. На Кипре фаршируют цветки кабачков.

## Галерея

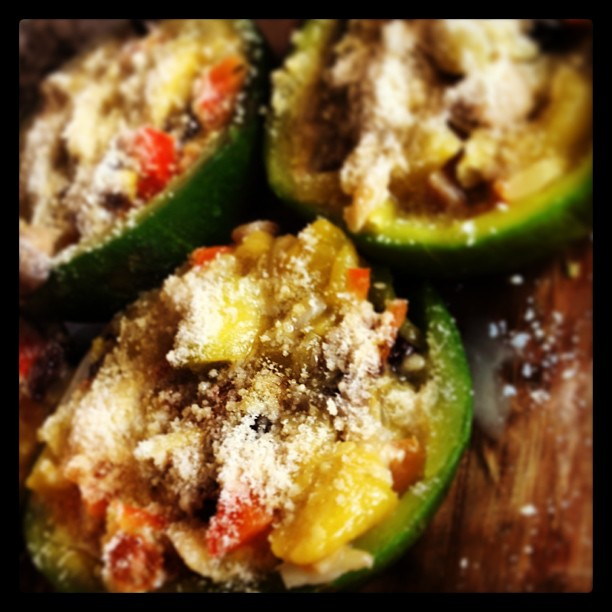
Фаршированные кабачки
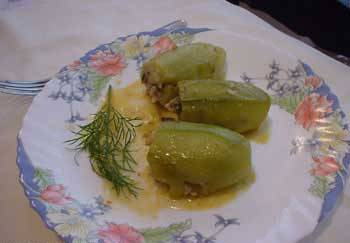
Фаршированные кабачки
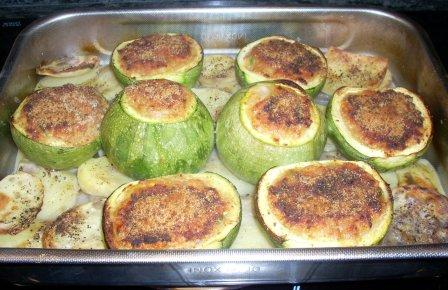
Фаршированные кабачки по-мальтийски
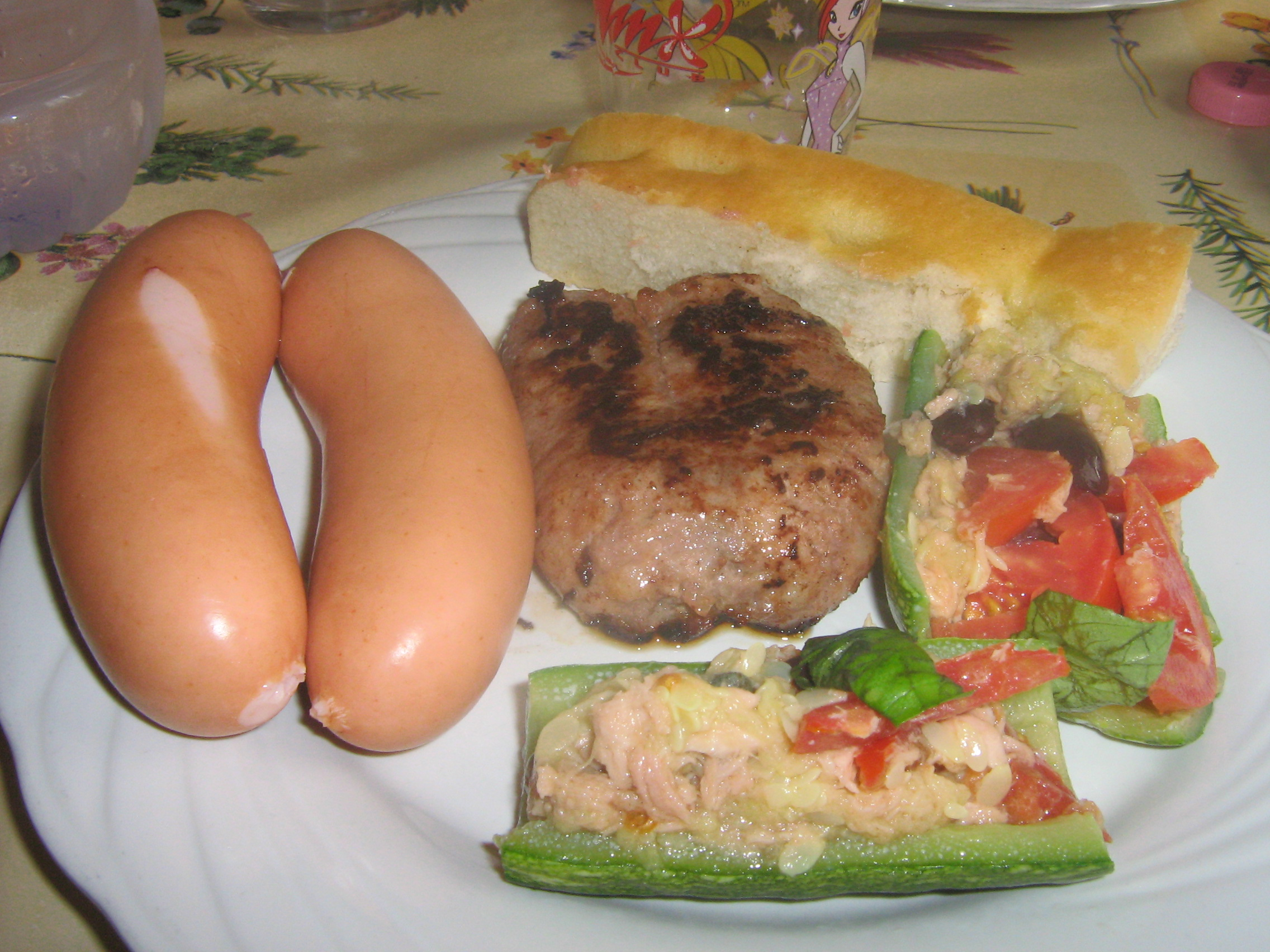
Колбаса и фаршированные кабачки